# Hugo Guillamón
Hugo Guillamón Sanmartín, noto semplicemente come Hugo Guillamón (San Sebastián, 31 gennaio 2000), è un calciatore spagnolo, difensore del Valencia e della nazionale spagnola.

## Caratteristiche tecniche
È un difensore centrale bravo tatticamente e nel giocare d'anticipo. Non molto alto per il ruolo che ricopre, ha uno stile di gioco molto calmo che trasferisce tranquillità all'intero reparto.

## Carriera

### Club
Cresciuto nella Cantera del Valencia, nel 2017 è stato promosso nel Valencia Mestalla dove ha fatto il suo debutto fra i professionisti il 16 dicembre disputando l'incontro di Segunda División B pareggiato 0-0 contro il Badalona.
Nella stagione 2018-2019 ha ricevuto la prima convocazione in prima squadra in occasione dell'incontro di Coppa del Re vinto 2-1 contro l'Ebro, senza però riuscire ad esordire. Ad inizio 2020 è stato definitivamente promosso in prima squadra, con cui ha esordito il 22 febbraio sostituendo l'infortunato Eliaquim Mangala ad inizio secondo tempo nell'incontro perso 3-0 contro la Real Sociedad.
Il 10 marzo seguente ha ricevuto la prima convocazione in UEFA Champions League, in occasione del ritorno degli ottavi di finale perso 4-3 contro l'Atalanta.

### Nazionale
Nel 2017 ha vinto il Campionato europeo under-17 con la nazionale spagnola e successivamente si è classificato secondo nel Mondiale di categoria, giocando entrambe le competizioni da titolare.
Due anni dopo ha conquistato anche il Campionato europeo under-19, disputando anche questo torneo come difensore centrale titolare.

## Statistiche
Statistiche aggiornate al 6 novembre 2023

### Presenze e reti nei club
| Stagione        | Squadra           | Campionato      | Campionato | Campionato | Coppe nazionali | Coppe nazionali | Coppe nazionali | Coppe continentali | Coppe continentali | Coppe continentali | Altre coppe | Altre coppe | Altre coppe | Totale | Totale | Totale |
| Stagione        | Squadra           | Comp            | Pres       | Reti       | Comp            | Pres            | Reti            | Comp               | Pres               | Reti               | Comp        | Pres        | Reti        | Pres   | Reti   |        |
| --------------- | ----------------- | --------------- | ---------- | ---------- | --------------- | --------------- | --------------- | ------------------ | ------------------ | ------------------ | ----------- | ----------- | ----------- | ------ | ------ | ------ |
| 2017-2018       | Valencia Mestalla | SDB             | 11         | 0          |                 | -               | -               |                    | -                  | -                  |             | -           | -           | 11     | 0      |        |
| 2018-2019       | Valencia Mestalla | SDB             | 29         | 1          |                 | -               | -               |                    | -                  | -                  |             | -           | -           | 29     | 1      |        |
| 2019-2020       | Valencia Mestalla | SDB             | 18         | 1          |                 | -               | -               |                    | -                  | -                  |             | -           | -           | 18     | 1      |        |
| 2019-2020       | Valencia          | PD              | 6          | 0          | CR              | 0               | 0               | UCL                | 0                  | 0                  |             | -           | -           | 3      | 0      |        |
| 2020-2021       | Valencia          | PD              | 25         | 1          | CR              | 2               | 0               |                    | -                  | -                  |             | -           | -           | 27     | 1      |        |
| 2021-2022       | Valencia          | PD              | 31         | 1          | CR              | 6               | 1               |                    | -                  | -                  |             | -           | -           | 37     | 2      |        |
| 2022-2023       | Valencia          | PD              | 25         | 1          | CR              | 3               | 0               |                    | -                  | -                  | SS          | 1           | 0           | 29     | 1      |        |
| 2023-2024       | Valencia          | PD              | 8          | 1          | CR              | 1               | 0               |                    | -                  | -                  |             | -           | -           | 9      | 1      |        |
| Totale Valencia | Totale Valencia   | Totale Valencia | 95         | 4          |                 | 12              | 1               |                    | 0                  | 0                  |             | 1           | 0           | 108    | 5      |        |
| Totale carriera | Totale carriera   | Totale carriera | 153        | 6          |                 | 12              | 1               |                    | 0                  | 0                  |             | 1           | 0           | 166    | 7      |        |

### Cronologia presenze e reti in nazionale
| Cronologia completa delle presenze e delle reti in nazionale ― Spagna | Cronologia completa delle presenze e delle reti in nazionale ― Spagna | Cronologia completa delle presenze e delle reti in nazionale ― Spagna | Cronologia completa delle presenze e delle reti in nazionale ― Spagna | Cronologia completa delle presenze e delle reti in nazionale ― Spagna | Cronologia completa delle presenze e delle reti in nazionale ― Spagna | Cronologia completa delle presenze e delle reti in nazionale ― Spagna | Cronologia completa delle presenze e delle reti in nazionale ― Spagna |
| Data                                                                  | Città                                                                 | In casa                                                               | Risultato                                                             | Ospiti                                                                | Competizione                                                          | Reti                                                                  | Note                                                                  |
| --------------------------------------------------------------------- | --------------------------------------------------------------------- | --------------------------------------------------------------------- | --------------------------------------------------------------------- | --------------------------------------------------------------------- | --------------------------------------------------------------------- | --------------------------------------------------------------------- | --------------------------------------------------------------------- |
| 8-6-2021                                                              | Leganés                                                               | Spagna                                                                | 4 – 0                                                                 | Lituania                                                              | Amichevole                                                            | 1                                                                     |                                                                       |
| 29-3-2022                                                             | La Coruña                                                             | Spagna                                                                | 5 – 0                                                                 | Islanda                                                               | Amichevole                                                            | -                                                                     |                                                                       |
| 27-9-2022                                                             | Lisbona                                                               | Portogallo                                                            | 0 – 1                                                                 | Spagna                                                                | UEFA Nations League 2022-2023 - 1º turno                              | -                                                                     | 31’ 46’                                                               |
| Totale                                                                |                                                                       | Presenze                                                              | 3                                                                     |                                                                       | Reti                                                                  | 1                                                                     |                                                                       |

## Palmarès

### Nazionale
- Europeo Under-17: 1

Croazia 2017
- Giochi del Mediterraneo: 1

 Tarragona 2018
- Europeo Under-19: 1

Armenia 2019